# اضطرابات ترسب البلورات
اضطراب ترسب البلورات له 3 أشكال:
• النقرس
• 	اضطراب ترسب بيروفوسفات الكالسيوم ثنائي الهيدرات (CPPD)
• اضطراب ترسب هيدروكسي أباتايت الكالسيوم (HA)

## عوامل الخطورة
السمنة
زيادة الكالسيوم بالدم
تضرر الأنسجة
زيادة معدل الفوسفات بالدم
زيادة افراز الغدة الجاردرقية

## الأسباب
زيادة افراز الغدة الدرقية
فرط ح￼مل الحديد

## التشخيص التفريقي
الروماتويد
زيادة افراز الغدة الدرقية